# Michel Sanouillet
Michel Sanouillet, né le 21 septembre 1924 à Montélimar et décédé le 14 juin 2015, est un des spécialistes français du mouvement Dada. Il est l'auteur de nombreux articles et ouvrages sur ce sujet.

## Biographie
Né en 1924 à Montélimar (Drôme), où il fait ses études primaires et secondaires, Michel Sanouillet entre en 1942 dans la Résistance (Vercors). En 1945, après une licence et un DES à la Sorbonne, il entreprend des recherches sur les mouvements d’avant-garde au XXe siècle.
De 1950 à 1969 il est professeur à l’Université de Toronto (Canada), où il réalise l'un des premiers films d'avant garde canadiens (Parking on This Side), primé aux Canadian Film Awards de 1951. Pendant ces années torontoises il fonde avec sa femme Anne, un journal Les Nouvelles françaises, ouvre une librairie française, crée un ciné-club français et une troupe de théâtre "Les Tréteaux de Paris".  En 1959 il collabore avec Marcel Duchamp pour sortir la première édition des notes de l’artiste, Marchand du sel. En 1964, il est nommé Attaché de recherche au CNRS.
Le 26 juin 1965, il soutient en Sorbonne ses thèses de Doctorat d’État ès Lettres mention "Très honorable" et Félicitations du Jury sur "Dada à Paris" (thèse principale) et "Francis Picabia et 391" (thèse complémentaire), devenant ainsi le premier universitaire à introduire le mouvement Dada auprès d'un public élargi. Dada à Paris constitue la source de la quasi-totalité des travaux publiés sur ce sujet (en ce qui concerne Paris, et du point de vue de la littérature) depuis ces dernières décennies. Il repose sur des documents exclusifs et se nourrit d’une somme de faits, de renseignements obtenus pendant une vingtaine d’années auprès des écrivains et des artistes eux-mêmes encore en vie à l’époque, et que Michel Sanouillet a personnellement connus, notamment André Breton, Francis Picabia, Tristan Tzara, Marcel Duchamp, Man Ray, Georges Ribemont-Dessaignes, Edgar Varèse et Marcel Janco. Le livre a été traduit dans une dizaine de langues.
En France, à partir de 1969, il enseigne à l’Université de Reims, où il dirige le Département de Français. Nommé ensuite Professeur à l’Université de Nice (1971), il devient Directeur du Centre du XXe siècle (1974), puis Doyen de l’U.E.R. Civilisations (1983). Il est à l'origine en 1975, avec notamment Robert Escarpit et Jean Meyriat, de la 52e section universitaire nationale des Sciences de l'information et de la communication. En 1985, il est Consultant auprès du Ministre de la Recherche et des Universités. De 1968 à 1990 il effectue une centaine de cycles de cours ou de conférences dans une quarantaine d’universités ou de centres culturels des cinq continents.

## Activités diverses
- 1964 : Expert judiciaire (art moderne et contemporain) auprès de la Cour d’Appel d’Aix en Provence.
- De 1975 à 1991 : membre du Conseil National des Universités (71e Section).
- Président, vice-président ou membre d’une dizaine de Commissions de Spécialistes.
- Vice-président de la Société d’Étude du XXe siècle.
- Fondateur et premier président de l’Association Internationale pour l’Étude de Dada et du Surréalisme.

### Périodiques (dirigés par M.S.)
- Revue de l’Association pour l’Étude du mouvement Dada, Paris, 1965
- Cahiers Dada-surréalisme, Paris, Minard, 1966-1970
- Medianalyses, cahiers de recherches communicationnelles, Nice, Centre du XXe siècle, 1981-1990

### Articles
- Une cinquantaine d’articles, essentiellement consacrés au dadaïsme et aux dadaïstes, parus dans diverses publications françaises et étrangères

- Voir WorldCat Identities